# Österreichische Franz Kafka Gesellschaft
Die 1979 gegründete Österreichische Franz Kafka Gesellschaft widmet sich der Erforschung, Verbreitung und Rezeption des Werkes von Franz Kafka und betreibt den Kafka Studien- und Gendenkraum in Kafkas Sterbehaus (Adresse Kierlinger Hauptstraße 71, heute 187) in Kierling in Klosterneuburg. Dort hat die Gesellschaft auch ihren Sitz.

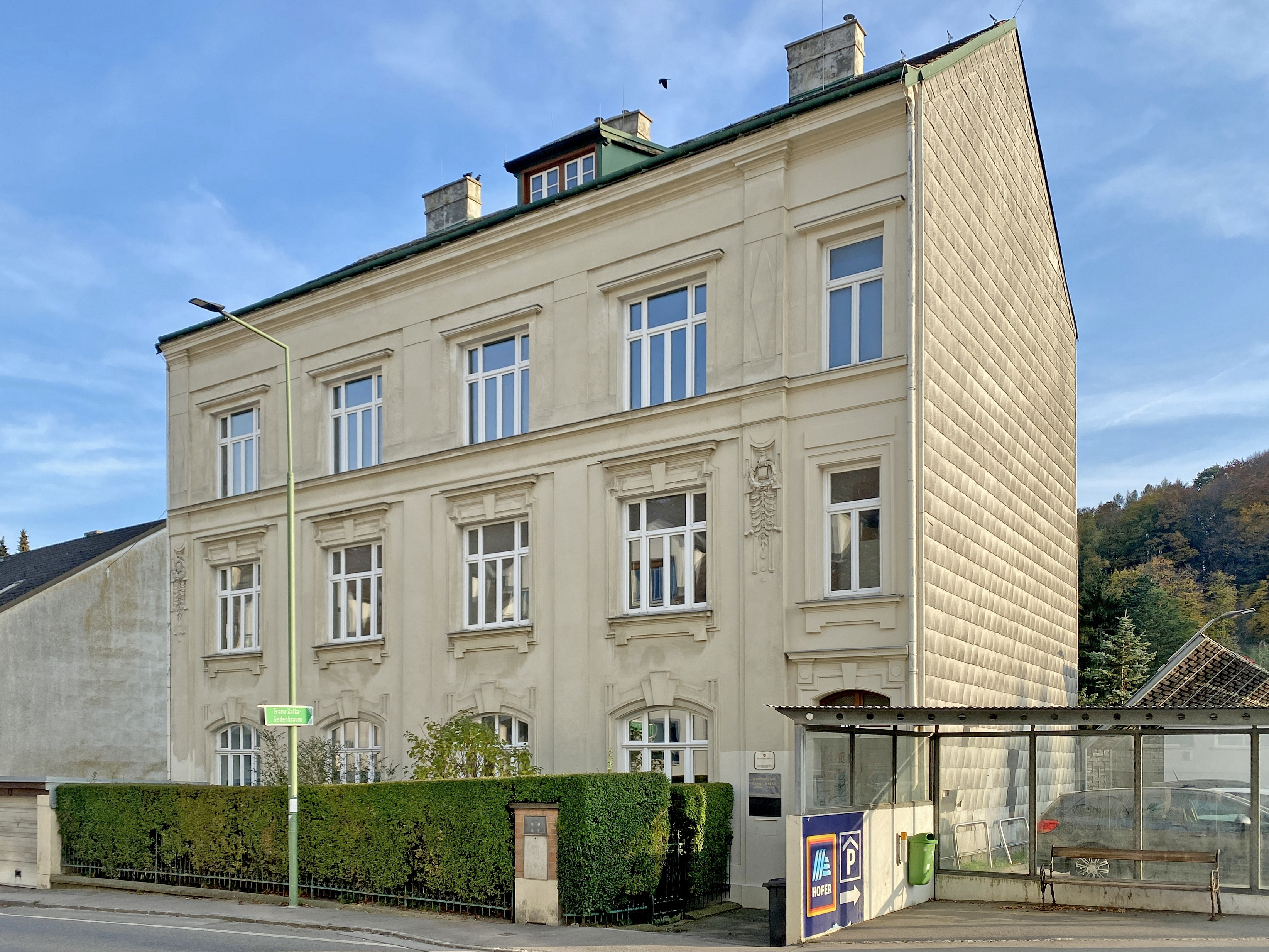
Sanatorium Dr. Hoffmann, Kafkas Sterbehaus

Die Österreichische Franz Kafka Gesellschaft war auch an der Errichtung eines Kafka-Denkmals vor der Kirche in Kierling beteiligt (1979).
Im Rahmen des Symposiums „Kunst und Prophetie“ wurde 1979 die Gründungsanzeige der Österreichischen Franz Kafka Gesellschaft aufgegeben. Ihr erster Präsident war Wolfgang Kraus, 1999 folgte der bekannte Wiener Germanist Wendelin Schmidt-Dengler, 2008 der tschechische Schriftsteller und Diplomat Jiří Gruša. Nach dessen Tod im Jahr 2011 fand Anfang 2012 mit dem neuen Präsidenten Manfred Müller eine Neuausrichtung des Vereins statt.
Die Gesellschaft ist ein Verein mit zahlenden Mitgliedern, zudem erhält der Verein Mittel von der Stadt Klosterneuburg, vom Land Niederösterreich und von privaten Unterstützern.
Der Verein ist veranstalterisch sowohl in Klosterneuburg als auch im nahegelegenen Wien aktiv, zumeist in Zusammenarbeit mit der Österreichischen Gesellschaft für Literatur, mit der eine enge Verbindung besteht. Im Gedenkjahr zum 100. Todestag von Kafka im Jahr 2024 fanden zahlreiche Veranstaltungen statt. Es entstand auch der Podcast „Kafkas letzte Tage“.

## Kafkas Aufenthalt im Sanatorium Hoffmann
Am 19. April 1924 bezog Franz Kafka, bei dem bereits 1917 Tuberkulose diagnostiziert worden war, ein gartenseitiges Zimmer im Sanatorium Dr. Hugo Hoffmann im kleinen Ort Kierling bei Klosterneuburg. Seine Lebensgefährtin Dora Diamant, die Kafka im Sommer 1923 kennengelernt hatte, begleitete ihn und konnte ebenfalls im Sanatorium wohnen.
Das kleine Sanatorium war Ende des 19. Jahrhunderts als privates Wohnhaus gebaut worden, in dem sich die Ordination mit Apotheke des Hausbesitzers befand. Im Jahr 1901 wurde das Gebäude um ein Stockwerk erweitert und das Wohnhaus in ein Sanatorium umgebaut.
Vor dem Aufenthalt in Wien war Franz Kafka Anfang April 1924 mit Fieber und Schluckbeschwerden im Sanatorium Wienerwald in Niederösterreich aufgenommen worden. Dort wurde festgestellt, dass nun auch Kafkas Kehlkopf von der Tuberkulose betroffen war. Der todkranke Patient wurde in die Wiener Universitätsklinik gebracht, wo er neun Tage lang stationär aufgenommen wurde und hauptsächlich schmerzlindernde Behandlungen erhielt. Am 19. April verließ er die Klinik auf eigenen Wunsch und kam nach Kierling.
Renommierte Wiener Ärzte wie Markus Hajek und Heinrich Neumann kamen nach Kierling, um Kafka zu untersuchen und zu behandeln. Hajek, Universitätsprofessor und Leiter der Laryngologischen Klinik in der Universitätsklinik im Allgemeinen Krankenhaus, galt damals als eine Koryphäe auf seinem Gebiet. Er hatte auch andere prominente Patienten. 1923 führte er eine erfolgreiche Operation an Sigmund Freud durch. 
Das Sanatorium Hoffmann bot für Kafka, der sich nach Ruhe sehnte, viele Vorteile. Zum einen entkam er durch diesen Aufenthalt dem Massenbetrieb des Wiener Allgemeinen Krankenhauses, zum anderen konnte er ein Einzelzimmer mit eigenem südseitig gelegenen Balkon beziehen. Dora Diamant kochte für ihn und pflegte Kafka bis zum Tod. In den letzten Wochen wich auch der Medizinstudent Robert Klopstock nicht von seiner Seite. Franz Kafka bekam Besuch von Freunden und Freundinnen, sowie von Familienangehörigen, wie etwa von Max Brod, seinem Onkel Siegfried Löwy und der Schriftstellerin und Übersetzerin Milena Jesenská.

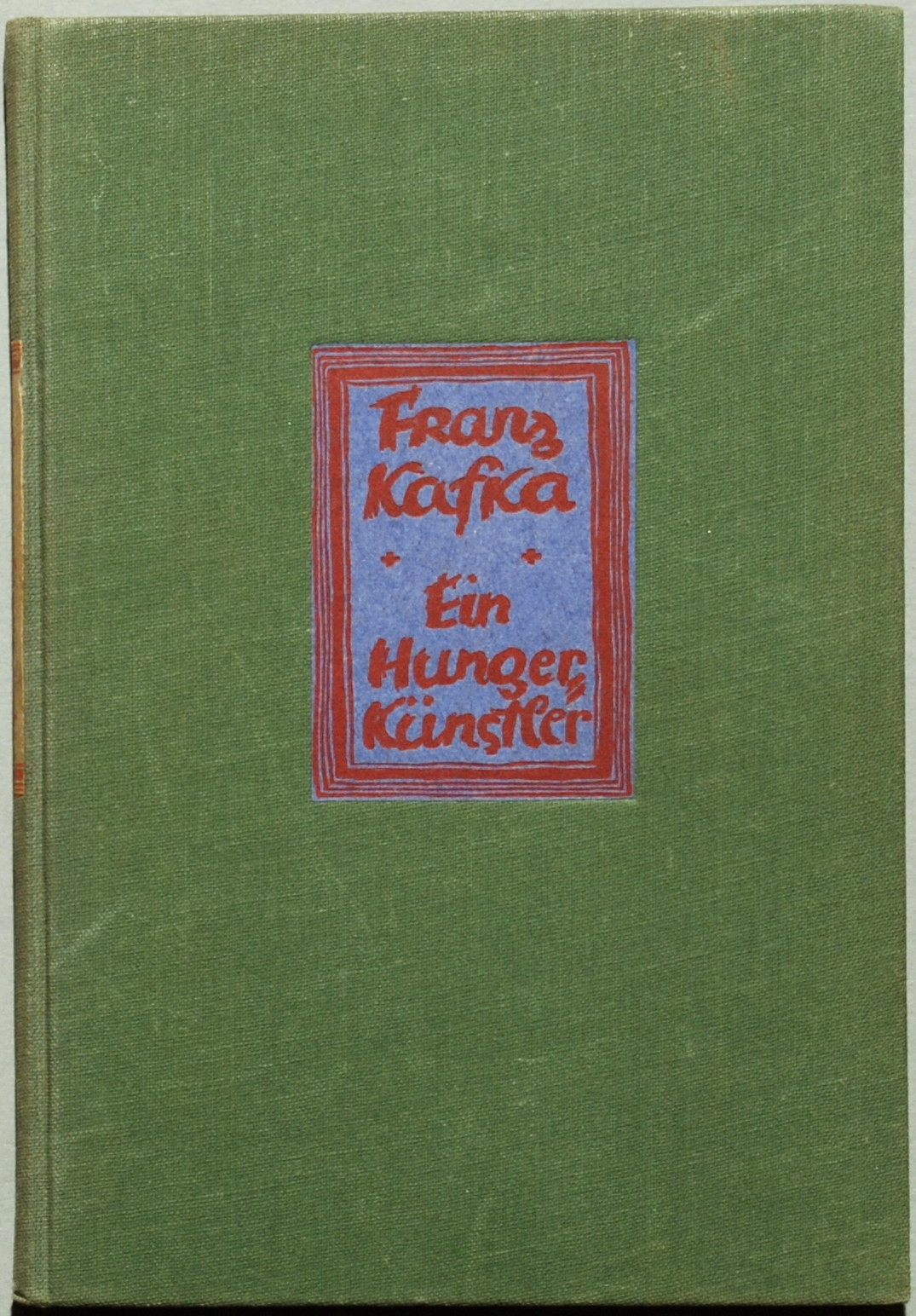
Franz Kafka: Ein Hungerkünstler (1924)

Während seines Aufenthaltes arbeitete Kafka an letzten Korrekturen in seinem letzten Erzählband "Ein Hungerkünstler" (1924).
Aus dieser Zeit stammen die berühmten „Gesprächsblätter“ Franz Kafkas. Diese entstanden, weil Kafka möglichst wenig sprechen sollte, und geben Auskunft über die letzten Gedanken und Handlungen Kafkas.

## Studien- und Gedenkraum
Im ehemaligen Sanatorium Hoffmann in Kierling betreibt die Österreichische Franz Kafka Gesellschaft seit 1983 einen kleinen Studien- und Gedenkraum mit Erinnerungen an Kafkas letzte Lebensjahre und eine umfangreiche, mit zahlreichen Übersetzungen ausgestattete Bibliothek. 2011 stand der Gedenkraum wegen der Streichung von Subventionen vor der Schließung, es fanden sich private Investoren, die die Weiterführung der Aktivitäten der Franz Kafka-Gesellschaft ermöglichten. Zum 90. Todestag Kafkas am 3. Juni 2014 konnte der Studien- und Gedenkraum mit Schwerpunkt auf seine letzten Lebensmonate einer grundlegenden Neugestaltung unterzogen werden.
Die wichtigsten Exponate stammen aus der Patientenakte von Franz Kafka aus derr Wiener Universitätsklinik. Dazu zählen die Fieberkurve und das Aufnahmeprotokoll vom 10. April 1924.

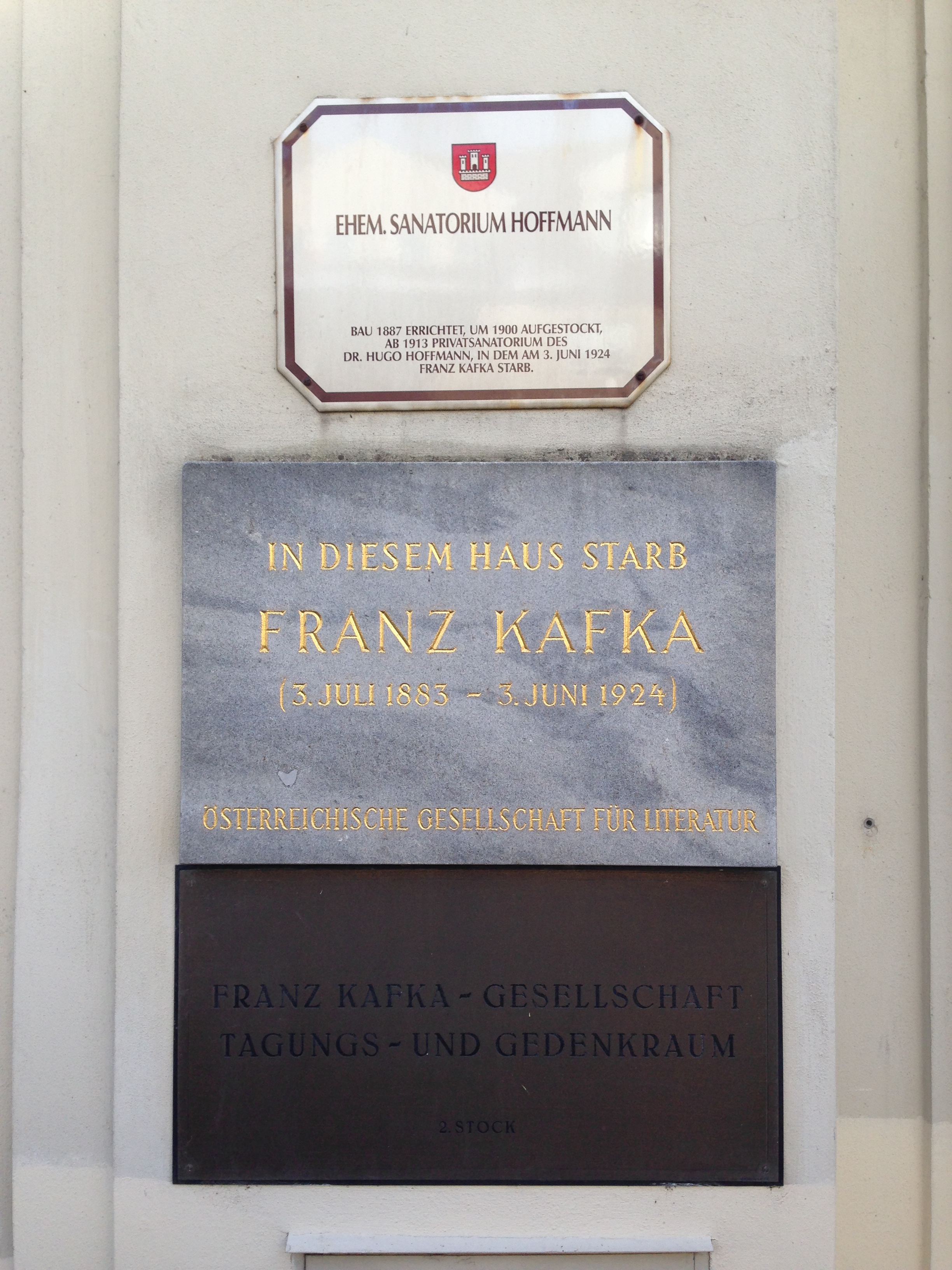
Gedenktafel für Franz Kafka am ehem. Sanatorium Hoffmann

Der Kafka Studien- und Gedenkraum ist an ausgewählten Terminen frei zugänglich.

## Österreichischer Franz Kafka-Preis
Von 1979 bis 2001 verlieh die Österreichische Franz Kafka Gesellschaft alle zwei Jahre zusammen mit der Stadt Klosterneuburg den Österreichischen Franz-Kafka-Preis. Folgende österreichische und internationale Autor:innen erhielten den Preis: Peter Handke (1979), Elias Canetti (1981), Ilse Aichinger (1983), Herbert Eisenreich (1985),  Sławomir Mrożek (1987), Libuse Moniková (1989), Stanisław Lem (1991), Peter Rosei (1993), Christoph Ransmayr (1995), Gert Jonke (1997), Herta Müller (1999), Marianne Fritz (2001).
Nach 23 Jahren konnte der Österreichische Franz Kafka Preis im Kafka-Gedenkjahr 2024 erstmals wieder an Josef Winkler vergeben werden. Seit 2024 existiert eine  zweite Preiskategorie: Mit dem erstmals vergebenen Odradek – Buchpreis zum Kafka-Preis wurde die tschechische Schriftstellerin Radka Denemarková ausgezeichnet.

## Podcast
Im Kafka Gedenkjahr zum 100. Todestag wurde der Podcast "Kafkas letzte Tage" in 53 Teilen mit Robert Stadlober als Franz Kafka und Julia Franz Richter als Dora Diamant und Nikolaus Kinsky als Erzähler und Robert Klopstock veröffentlicht.